# Ambrus Mariann
Ambrus Mariann, 1976-tól Fekete Antalné (Budapest, 1956. április 24. – Budapest, 2007. október 19.) magyar evezős, edző.
1969-től a Magyar Hajó- és Darugyár (MHD), 1981-től az MTK evezőse volt.  1973-tól 1984-ig szerepelt a magyar válogatottban. Jelentős eredményeit főként egypárevezősben érte el. Részt vett az 1976. évi montreali és az 1980. évi moszkvai olimpián. 1976-ban egypárevezősben a hatodik helyen végzett. Világbajnokságokon háromszor ért el érmes helyezést. Ő nyerte a magyar női evezőssport első világbajnoki ezüstérmét. Összesen huszonkétszer nyert magyar bajnoki címet. 1975-ben és 1977-ben az év sportolónőjévé választották, pályafutása alatt hétszer érdemelte ki az év evezőse címet. Az aktív sportolástól 1986-ban vonult vissza. 1990-ben a Testnevelési Főiskola Továbbképző Intézetében edzői oklevelet szerzett.
Hosszan tartó súlyos betegség után 2007. október 19-én elhunyt.

## Sporteredményei
- olimpiai 6. helyezett (egypárevezős: 1976)
- világbajnoki 2. helyezett (egypárevezős: 1975)
- kétszeres világbajnoki 3. helyezett (egypárevezős: 1977, 1978)
- világbajnoki 4. helyezett (kétpárevezős: 1983)
- kétszeres világbajnoki 8. helyezett (egypárevezős: 1974, 1979)
- huszonkétszeres magyar bajnok